# TVP3 Wrocław

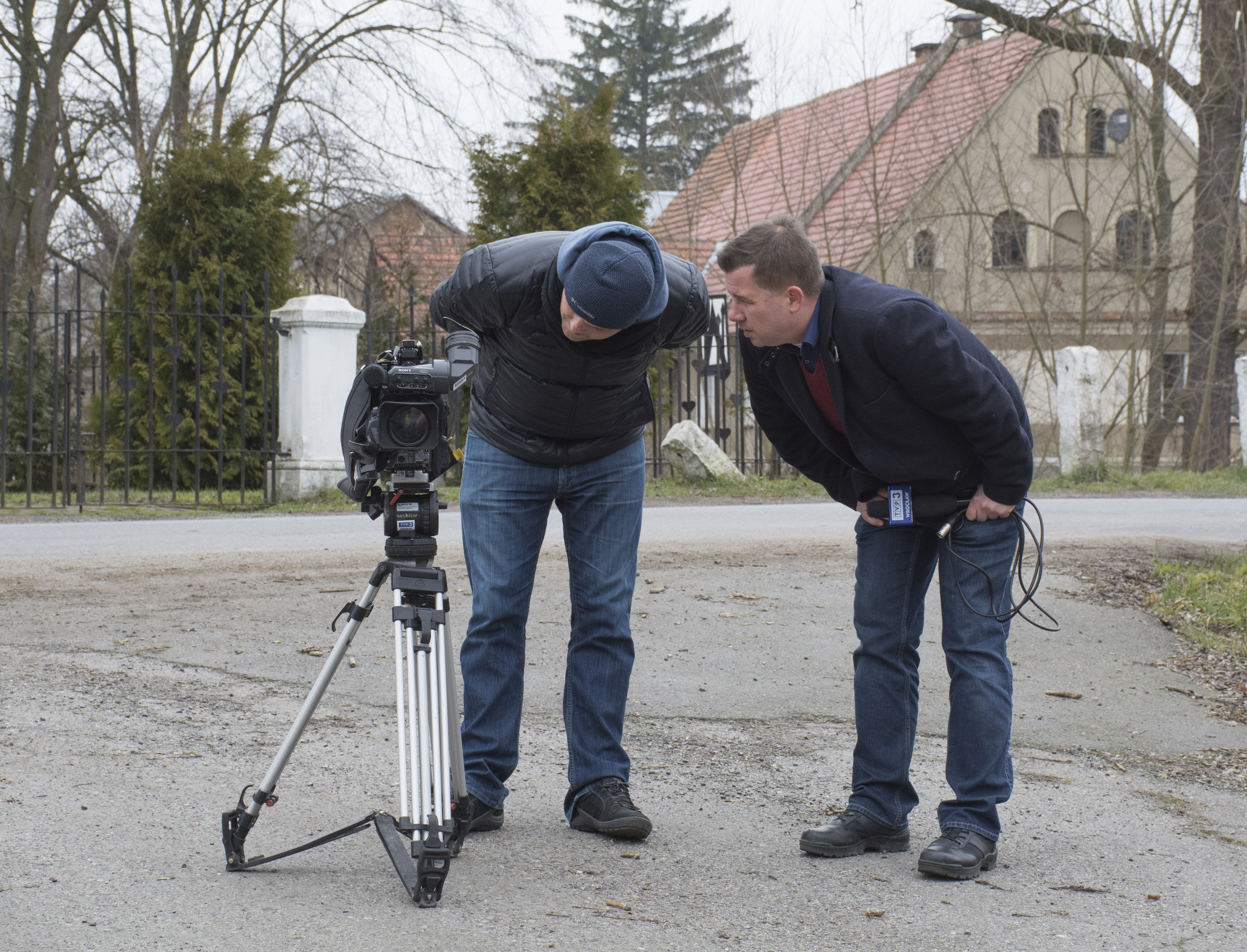
Dziennikarze TVP3 Wrocław przy pracy

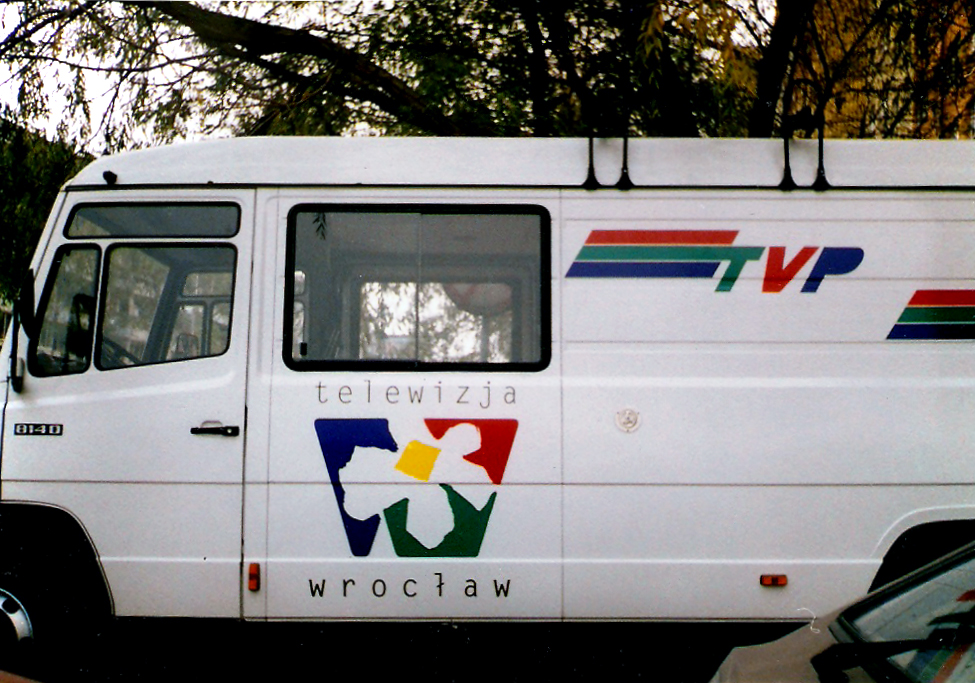
Wóz transmisyjny ze starym logiem Telewizji Wrocław (obowiązywało od 14 grudnia 1998 do 6 marca 2003)

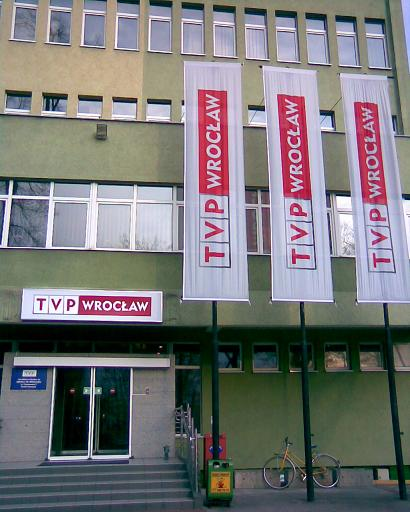
Budynek TVP3 Wrocław z widocznym poprzednim logiem stacji (6 października 2007 – 31 sierpnia 2013)

TVP3 Wrocław (Telewizja Polska SA Oddział we Wrocławiu, Telewizja Wrocław, dawniej Regionalna Piątka, TVP Wrocław) – oddział terenowy Telewizji Polskiej obejmujący zasięgiem województwo dolnośląskie z siedzibą we Wrocławiu. Kanał rozpoczął swoje odrębne nadawanie 24 czerwca 1992 roku. Sztandarowym programem TVP3 Wrocław jest serwis informacyjny Fakty.
Kanał TVP3 Wrocław nadawany jest bezpłatnie w ramach ogólnopolskiego trzeciego multipleksu naziemnej telewizji cyfrowej (MUX 3). Dostępny jest również w sieciach kablowych oraz bezpłatnie w Internecie dzięki stronie internetowej TVP Stream i aplikacji TVP GO.

## Kalendarium
- 14 grudnia 1962 – Emisja pierwszej audycji regionalnej pod tytułem Miłe złego początki autorstwa Ewy Szumańskiej i Andrzeja Waligórskiego.
- 1963 – Powstaje pierwszy regionalny magazyn informacyjny pod nazwą Panorama.
  - 26 stycznia 1963 – Pojawiają się cykle programów popularno-naukowych pt.: Ciekawostki matematyczne, Co słychać u Eliota oraz Sprawy wielkiej rzeki.
  - 17 czerwca 1963 – Pierwszy program muzyczny Wrocław tańczy i śpiewa Wojciecha Dzieduszyckiego.
  - 26 listopada 1963 – Sztuką „Horsztyński” w reżyserii Andrzeja Witkowskiego, rozpoczęła się era wrocławskiego Teatru Telewizji.
- 1964 – Pojawiają się pierwsze programy publicystyczne: cykl reportaży o tematyce ekonomiczno-społecznej pt.: Tkacze czy Gomołowie z Psiego Pola.
  - 30 września 1964 – Ukazuje się program Kamienie mówią po polsku.
  - 12 grudnia 1964 – Zwariowany Bal Beaty Artemskiej i Andrzeja Waligórskiego rozpoczyna erę widowisk realizowanych przez Telewizję Wrocław.
- 1965 – To głównie rok produkcji spektakli dla Teatru Telewizji.
  - styczeń 1965 – Nowy program informacyjny pod nazwą Transfokator – zastąpił emitowaną do tej pory Panoramę.
- 1966 – Dla anteny ogólnopolskiej zrealizowane zostały aż 13 dużych programów o tematyce społeczno-politycznej. W tym roku ośrodek we Wrocławiu otrzymał Złoty Ekran dla programu Włodzimierza Rosińskiego, prof. Mariana Orzechowskiego i dr Juliana Bartosza Ostatni dzień wojny o losach Festung Breslau.
  - styczeń 1966 – Pierwsza emisja Rozmaitości, które zastąpiły nadawany do tej pory Transfokator.
  - kwiecień 1966 – Rozpoczęto produkcję programów popularnonaukowych Politechnika Telewizyjna oraz Eureka razem we współpracy z UNESCO.
- 1967 – Programy z Wrocławia wypełniły ponad 200 godzin programu ogólnopolskiego.
  - 29 września 1967 – Pierwsza transmisja z festiwalu Wratislavia Cantans.
- 1968 – Produkcja programu obfituje w programy kabaretowe m.in. Dymek z papierosa Wojciecha Dzieduszyckiego oraz spektakle Teatru Telewizji.
- 1969 – Wydarzeniem roku stał się spektakl Teatru TV Bracia Lautensack w reżyserii Juliusza Burskiego i Wiesława Wodeckiego.
- 1970 – Pierwsza transmisja z festiwalu „Jazz nad Odrą”
- 1971 – Telewizja Wrocław otrzymała nowy wóz transmisyjny oraz magnetowidy, co umożliwiło realizację cyklu Z kamerą wśród zwierząt wkrótce nagrodzonego Złotym Ekranem. Złoty Ekran przyznano także spektaklowi Teatru Telewizji Sprawa Przybyszewskiej.
- 1972 – Uruchomienie na RTCN Ślęża nadajnika Dwójki na kanale 25, dzięki któremu można było odbierać program lokalny na terenie Polski południowo-zachodniej.
- 1978 – Wrocław otrzymał dwukamerowy kolorowy wóz transmisyjny.
- 21 czerwca 1983 – Transmisja wizyty papieża we Wrocławiu z zastosowaniem nowoczesnej wówczas technologii UMATIC firmy Sony
- 23 grudnia 1983 – Pierwsza emisja programów w systemie kolorowym.
- 26 marca 1990 – Fakty zastąpiły dotychczasowy program informacyjny Rozmaitości.
- 1992 – Telewizja Wrocław jako drugi ośrodek telewizyjny w Europie zaczął nadawać w technologii Component.
  - 24 czerwca 1992 – W rogu ekranu po raz pierwszy pojawił się znak graficzny „Piątka”, która zaczęła nadawać program regionalny w pełnym wymiarze godzin.
- 1993 – Zwiększono zasięg dzięki nowemu nadajnikowi o mocy 20 kW zainstalowanemu na Ślęży. Program docierał do mieszkańców Opola, Kalisza, Częstochowy, a nawet Zielonej Góry.
- 1996 – Telewizja otrzymała nowy reporterski wóz łączowy umożliwiający produkcję w trybie „na żywo” szczególnie dla programów informacyjnych. Jego możliwości zostały wykorzystane podczas powodzi w 1997 roku. Nowa pracownia grafiki komputerowej, oparta na technologii Silicon Graphics, wzbogaciła produkcję programową i reklamową. To był rok przełomu w produkcji programów.
- 1997 – Zakup nowoczesnego systemu montażu nieliniowego Avid Media Composer 1000 oraz AVID News Cutter podniósł jakość emisji programów publicystycznych, jak i informacyjnych. To był rok zmian w procesach produkcyjnych.
- 1998 – Zakończenie modernizacji studia S2. Zakup 5-kamerowego wozu transmisyjnego pracującego w technologii cyfrowej firmy Sony.
  - 14 grudnia 1998 – Zmianie uległo logo umieszczane w rogu ekranu w związku z formułą ujednoliconą z 12 oddziałami.
- 1999 – Ośrodek zwiększa produkcje programów dla anten ogólnopolskich w większości są to programy widowiskowe z udziałem publiczności. Uruchomiona została w tym roku emisja telegazety.
- styczeń 2001 – Początek emisji za pomocą nowoczesnego nadajnika tranzystorowego.
- maj 2001 – Studio S1 (jedno z największych w kraju o powierzchni 700 m²) zostaje wyposażone w nową konsoletę stereofoniczną znacznie rozszerzającą techniczne możliwości realizacji dźwięku w technologii cyfrowej stereofonii – NICAM.
- 2002 – Rok obchodów 40-lecia Oddziału Telewizji we Wrocławiu oraz 50-lecia Telewizji Polskiej.
  - 3 marca 2002 – Oddział zaczął nadawać swój program pod nazwą TVP Wrocław (do 2007 roku).
- 7 marca 2003 – zmiana logo i oprawy graficznej tak jak w pozostałych programach Telewizji Polskiej[2].
- 21-24 maja 2003 – Odbyła się w Grado we Włoszech konferencja CIRCOM, organizowana przez Europejskie Stowarzyszenie Telewizji Regionalnych (CIRCOM Regional). W trakcie konferencji TVP Wrocław została ogłoszona gospodarzem konferencji Circom 2004.
- 15 września 2003 – Fakty – najpopularniejszy program informacyjny wrocławskiej Trójki przeszedł metamorfozę tzn. wystartował z nową scenografią, nową oprawą graficzną, ale przede wszystkim sam serwis informacyjny zaczął funkcjonować według nowych założeń programowych.
- 28-30 listopada 2003 – We Wrocławiu odbyło się spotkanie przedstawicieli Europejskiego Stowarzyszenia Telewizji Regionalnych – Circom Regional.
- 26-30 maja 2004 – We Wrocławiu odbyła się 22. Konferencja Circom Regional. Gospodarzem konferencji była Telewizja Wrocław.
- 7-10 grudnia 2005 – Telewizja Wrocław była gospodarzem XI Przeglądu i Konkursu Twórczości Dziennikarskiej Oddziałów Terenowych.
- 2007 – TVP Wrocław, jako jedyna stacja w Polsce, transmitowała mecze Europejskiego Pucharu w Koszykówce Mężczyzn ULEB Cub.
  - 23-24 maja 2007 – TVP Wrocław gościła uczestników obrad Kolegium Technicznego Spółki pt. „Produkcja audycji telewizyjnych w kontekście cyfryzacji Spółki TVP S.A.”.
  - 6 października 2007 – Telewizja Wrocław zaczęła nadawać w paśmie lokalnym TVP Info.
- 2009 – Wojciech Malinowski współpracownikiem Circom Regional z ramienia TVP Wrocław.
- 2010–2012 – TVP Wrocław współpracowała z wrocławskim Ośrodkiem Kultury i Sztuki przy projekcie Dolny Śląsk Pełen Historii. Powstało 9 odcinków.
- 30 stycznia 2010 – W TVP Wrocław ruszył 6-miesięczny kurs Telewizyjnego Studium Dziennikarstwa i Public Relations. W szkoleniu wzięły udział osoby pracujące w PR lub pragnące rozpocząć karierę rzecznika, PR-owca lub dziennikarza.
- 13 sierpnia 2010 – Wyjazdowe wydanie Faktów z Twierdzy Kłodzkiej.
- 5 września 2010 – Wrocławski Rynek zmienił się w studio telewizyjne, z którego nadawane było kilka godzin programu telewizyjnego na żywo.
- 30 grudnia 2010 o godz. 16:00 – Dwójka ostatni raz retransmitowała programy lokalny TVP Wrocław[3].
- 25 lutego 2012 – Fakty nadano z nowo otwartego terminalu wrocławskiego lotniska.
- 21 marca 2012 – Fakty zmieniły czołówkę oraz elektroniczną scenografię. Nowa jest również czołówka pogody i bloku sportowego. Zmieniono sposób nadawania na format 16:9.
- 21 maja 2012 – W TVP Wrocław odbyło się szkolenie nie tylko z zakresu prawa autorskiego, ale także z zakresu zawartych umów generalnych z organizacjami zbiorowego zarządzania oraz, to co najistotniejsze, z prawa prasowego.
- 31 maja 2012 – Nadanie faktów z Nowej Rudy.
- 2 czerwca 2012 – W dużym studio TVP Wrocław odbyła się premiera spektaklu teatru tańca dla dzieci Zaczarowane podwórko.
- 28 czerwca 2012 – Fakty trzeci raz w tym roku były nadawane na wyjeździe – tym razem program był emitowany z Zamku Książ.
- 9 września 2012 – Studio głównego wydania programu informacyjnego TVP Wrocław zostało przeniesione do Dzierżoniowa.
- 15 września 2012 – W studio TVP Wrocław gościł Teatr Polski z przedstawieniem Titus Andronicus.
- 21 września 2012 – W związku z pożegnaniem lata Fakty nadawane były tym razem z wrocławskiego ZOO.
- 9 listopada 2012 – W studio TVP Wrocław odbyła się premiera spektaklu Ja, Piotr Rivière… Teatru Muzycznego Capitol.
- 6 grudnia 2012 – Z okazji Mikołajek z wrocławskiego Rynku nadano program Wrocław się! i główne wydanie programu informacyjnego Fakty.
- 15 grudnia 2012 – Obchody 50-lecie istnienia wrocławskiego ośrodka TVP.
- 25 lutego 2013 – TVP Wrocław można oglądać bezpłatnie w Internecie dzięki stronie internetowej i aplikacji TVP Stream[1].
- 1 września 2013 – Program TVP Wrocław zaczął być nadawany na nowym kanale TVP Regionalna.
- 2 stycznia 2016 – Ośrodek we Wrocławiu powraca do dawnej nazwy – TVP3 Wrocław[4].
- 30 września 2018 – Na stronie internetowej TVP3 Wrocław najważniejsze informacje z regionu są publikowane także w języku angielskim[5].
- 14 lutego 2022 – TVP3 Wrocław można oglądać bezpłatnie dzięki aplikacji TVP GO dostępnej na systemach iOS i Android[6].
- 27 lutego 2022 – W związku z rosyjską napaścią na Ukrainę na stronie internetowej TVP3 Wrocław są publikowane informacje w języku ukraińskim[7].
- 28 marca 2022 – w ramach tzw. refarmingu, czyli zwolnienia kanałów telewizyjnych na potrzeby telefonii komórkowej, uruchomiono nowe emisje MUX 3 i zwiększono moc z dotychczasowych nadajników[8].
- 15 grudnia 2023 – rozpoczęcie emisji TVP3 Wrocław w jakości HD[9].

Opracowano na podstawie materiału źródłowego.

## Programy TVP3 Wrocław
Ramówka obejmuje m.in. programy informacyjne z regionu, publicystyczne, przyrodnicze, reportaże, transmisje z mszy świętych, transmisje sportowe oraz relacje z koncertów, spektakli i wystaw.

### Programy własne (stan na zimę 2022)
Programy informacyjne
- Fakty (od 1990 roku) – regionalny serwis informacyjny,
- Pogoda (od 1990) – prognoza pogody dla Dolnego Śląska na najbliższą noc i kolejny dzień,
- Sport (od 1990) – cotygodniowe podsumowanie wydarzeń sportowych w regionie, emisja w weekendy
- Fakty o poranku (od 2016 roku) – poranny program informacyjny, emisja od poniedziałku do piątku
- Magazyn Dolnośląski (od 2017 roku) – program poświęcony najciekawszych wydarzeniom tygodnia na Dolnym Śląsku

Programy publicystyczne
- Musimy porozmawiać (od 2014 roku) - rozmowa z politykami różnych opcji,
- Rozmowa Faktów (od 2010 roku) – rozmowa z gościem dnia,
- Pasmo Zdarzeń (od 2016 roku) – cykl reportaży wraz z poszerzonymi relacjami reporterów Faktów

Religia
- Drogi wiary (od 2017 roku) – magazyn katolicko-ekumeniczny poświęcony tematyce religijnej
- Pełnia wiary (od 2021 roku) – magazyn Kościoła greckokatolickiego w Polsce. Program dla grekokatolików i dla wszystkich zainteresowanych życiem Kościoła wschodniego w Polsce.

Społeczeństwo
- Szlachetne zdrowie (od 2020 roku) – przegląd tego co najważniejsze w dolnośląskiej służbie zdrowia
- Okno na pogranicze (od 2020 roku) – program dokumentalny będący efektem współpracy TVP3 Wrocław i Telewizji Czeskiej w Ostrawie. Dzięki temu widzowie obu krajów będą mogli spojrzeć na polsko-czeskie pogranicze z innej perspektywy.
- 13 minut w przeszłość. Archiwa Dolnego Śląska (od 2021 roku) – cykl reportaży, w których autorzy programu odkrywają nieznane karty historii Dolnego Śląska. Wraz z naukowcami wrocławskiego oddziału Instytutu Pamięci Narodowej szukają świadków, którzy pomogą nam rozwikłać zagadki sprzed lat.

Kultura i sztuka
- Nie przegap! (dawniej Super Trójka i Trzymaj z Trójką) (od 2014 roku) – krótki przegląd wydarzeń kulturalnych,
- Wrocław się! (od 2010 roku) – informator kulturalny, emitowany na żywo, prowadzi Paweł Gołębski,

Programy rolnicze
- Teraz Wieś (od 1997) – rozmowa ze znawcami zagadnień rolniczych, prowadzi Jan Cezary Kędzierski,
- AgroFakty (2010-2015 i od 2017 roku) – program nie tylko dla rolników, ale dla wszystkich mieszkańców wsi
- Dlaczego krowa bykiem patrzy, pies macha ogonem... (od 2021) – cykl przedstawia polskie zwierzęta: domowe, hodowlane, gospodarskie. W programie interesujące fakty i anegdoty dotyczące rodzimych gatunków zwierząt.

Opracowano na podstawie materiału źródłowego.

### Programy nieemitowane w TVP3 Wrocław (niepełna lista)
Programy publicystyczne
- Moje miasto – debata o sprawach dotyczących Dolnego Śląska,
- Praca – Biznes – Innowacje (2010-) – magazyn gospodarczy,
- Posłowie – rozmowa z politykami na tematy polityczno-gospodarcze,
- Wroclive 2012 (2011) – program o przygotowaniach Wrocławia do UEFA EURO 2012, powstaje we współpracy TVP3 Wrocław i Radia Wrocław, prowadzą Aleksandra Rosiak i Robert Skrzyński,
- Dokąd zmierzasz, Europo? (2015) – program poświęcony tematyce unijnej
- Fakty Komentarze – program Pauliny Sitko-Wąsińskiej, w którym wraz z wrocławskimi dziennikarzami analizowany jest miniony tydzień
- EuroFakty (2014–2018) – program poświęcony tematyce związanej z pracą unijnych instytucji

Programy społeczne
- Hranice dokořán – Rozmówki polsko-czeskie (2010–2012) – Polska oczami Czechów i Czechy oczami Polaków, program powstaje we współpracy TVP i ČT,
- Kowalski i Schmidt – magazyn w ramach współpracy między TVP Wrocław i berlińską stacją RBB, prowadzili Aleksandra Rosiak i Daniel Finger,
- Niezwykła szansa dla zwykłych ludzi (2011-2014) – cykl reportaży autorstwa Andrzeja Jóźwika opisujących zmiany na Dolnym Śląsku (rynek pracy, edukacja, opieka i integracja społeczna), które dokonują się dzięki wykorzystaniu pieniędzy z Unii Europejskiej. Prowadzą Katarzyna Dynowska i Paulina Wąsińska.,
- Pełnosprawni (2013-2021) – program o życiu niepełnosprawnych,
- Reporterzy Faktów przedstawiają (2013–2016) – poszerzone relacje reporterów Faktów,
- Reporterzy w drodze (dawniej Dolnośląski Magazyn Reporterów) (2011–2012) – audycja o charakterze interwencyjnym,
- Wolontariusze (2011) – cykl prezentujący różne formy wolontariatu,
- Żyj bezpiecznie (2010) – magazyn prewencyjny,
- Euro Łany (2015) – telenowela dokumentalna o polskiej wsi, będąca kontynuacją serialu Złote Łany,
- Czas na pracę, praca na czasie – program o problemach rynku pracy,
- Po naszej stronie – program dla osób niepełnosprawnych,
- Rodzina Rozsądnych – serial o perypetiach pewnej rodziny mieszkającej przy ul. Bezpiecznej,
- Wrocław pod lupą – program autorstwa Iwony Rosiak o Wrocławiu, ciekawostkach z przeszłości i tle oraz szerszym kontekście aktualnych wydarzeń, prowadzi Andrzej Jóźwik,
- Wschód – program realizowany na Kresach Wschodnich przybliża mieszkańcom Dolnego Śląska miejsca urodzenia ich dziadów i pradziadów,
- Zdrowiej (2010–2020) – magazyn o zdrowiu

Kultura i sztuka
- Labirynty kultury – w programie dr Bogusław Bednarek z UWr. ukazuje tajemnice i miejsca minionych czasów,
- Niech żyje kino! – program poświęcony kinowym hitom, prowadzi m.in. Robert Gonera,
- Rewolwer kulturalny (2010–2014) – subiektywny magazyn kulturalny,
- Ukraińska czytanka – program o ukraińskich artystach kulturalnych, realizowany przy współpracy z ČT,
- Studio Festiwalowe Nowe Horyzonty (2011) – magazyn podsumowujący wydarzenia podczas MFF Nowe Horyzonty,
- Kierunek Wrocław – program kulturalny, realizowany wspólnie z TVP Kultura,
- Muzyka w mieście – informacje o najważniejszych przedsięwzięciach muzycznych

Programy popularnonaukowe
- Antykwaryczne safari – audycja poświęcona głównie wrocławskiej giełdzie staroci,
- Motoklasa (2010–2014) – teleturniej dla młodzieży gimnazjalnej na temat zasad bezpieczeństwa w ruchu drogowym,
- Ojczyzna-polszczyzna (1987-2007) - program prof. Jana Miodka dotyczący m.in. błędów językowych, produkowany dla TVP2, ale emitowany także na regionalnej antenie,
- Profesor Miodek odpowiada – cotygodniowy program na żywo, w którym prof. Jan Miodek odpowiada na pytania widzów dotyczące poprawnej polszczyzny,

Rozrywka
- Arkady Mody – magazyn kulis pokazów mody w Centrum Handlowym Arkady Wrocławskie,
- Gdzie na weekend? (2010) – propozycje kulturalno-rozrywkowe,
- M2 – On i Ona (2010–2011) – magazyn lifestylowo-kulinarny,
- Motosfera – program motoryzacyjny,
- Telewizyjny Klub Seniora – program rozrywkowy dla ludzi starszych,
- Region na obcasach – magazyn podróżniczy prowadzony przez prezenterki stacji,

Programy rolnicze
- Mieszkam na wsi (2011–2015) – program o tym, jak dobrze mieszka się poza miastem,

Sport
- Wrocław Kocha Koszykówkę (2010–2011) – magazyn poświęcony koszykówce,

Inne
- Akta W (2000) – magazyn sądowy,
- Czas Na Bajkę – pasmo polskich dobranocek,
- W kręgu wiary – magazyn katolicki poświęcony tematyce religijnej
- Eko Wrocław (2013–2016) – program o ekologii,
- Polska z Miodkiem (2015) – program prof. Jana Miodka o etymologii nazw polskich miast,
- Zrób sobie dom (2010–2020) – program mieszkaniowy,
- Zrób to ze smakiem (2013-2021) – program kulinarny

### Programy TVP3 Wrocław na antenach ogólnopolskich (niepełna lista)
Programy wyprodukowane dla TVP1
- Z kamerą wśród zwierząt
- Zoo bez tajemnic
- Psi psycholog
- Budujemy mosty (również w TVP3)
- W rajskim ogrodzie
- W-Skersi
- Wirtul@ndia
- Cybermysz
- Mówmy Swoje
- Przedszkolandia
- Złote Łany
- Gra słów. Krzyżówka

Programy wyprodukowane dla TVP2
- Clipol
- Gorący temat
- Świat według Kevina
- Smaki ciemności
- Stypendium Złotej Rybki
- Gorączka
- Gra
- Złoty interes
- 5 × 5 – wygrajmy razem
- Krzyżówka Szczęścia
- Krzyżówka 13-latków
- Koło Fortuny (nagrania od 2007 do 2009)
- Komornicy
- Ojczyzna polszczyzna
- To twoja droga
- Truskawkowe studio
- Tygodnik Moralnego Niepokoju
- Zielona Karta
- Znaki Zodiaku
- Zoo Story
- Telewizyjne Wiadomości Literackie

Programy wyprodukowane dla TVP3/TVP Info
- Telewizyjny Klub Seniora
- Kowalski i Schmidt
- Mowa Polska
- Złoty Pilot
- Bądź zdrów!
- Ona (od 2021 roku) – program przypomina luksusowy magazyn dla kobiet. Każdy odcinek programu będzie nagrywany w studiu zdjęciowym, w którym robi się sesje do pism dla kobiet. Bohaterki programu będą brały udział w kilku sesjach zdjęciowych robionych przez fotografa[17].
- Historie motocyklowe (od 2021 roku) – motocyklowe podróże zawsze rozpoczynają się we Wrocławiu. Autorzy w ten sposób chcą pokazać całej Polsce, jak pięknym regionem, wartym odwiedzenia, jest Dolny Śląsk. Odwiedzają malowniczo położone górskie uzdrowiska, pełne zakrętów drogi województwa dolnośląskiego. Rozmawiają z tymi znanymi i mniej znanymi motocyklistami, aby dowiedzieć się, które kierunki najlepiej obrać, poszukując inspiracji do weekendowych wycieczek[18].

Programy wyprodukowane dla TVP Polonia
- Jesteśmy z .pl
- Skarby nieodkryte
- Pełnosprawni
- Pałer
- Ludzie listy piszą
- Mój Dekalog
- Słownik polsko@polski
- Reportaże

## Nadajniki naziemne TVP3 Wrocław

### Nadajniki analogowe wyłączone w 2013
| Typ obiektu | Nazwa obiektu                   | Częstotliwość (MHz) | Kanał | Charakterystyka promieniowania | Polaryzacja | Moc (kW) | Data uruchomienia nadajnika | Data wyłączenia nadajnika |
| ----------- | ------------------------------- | ------------------- | ----- | ------------------------------ | ----------- | -------- | --------------------------- | ------------------------- |
| RTCN        | Wrocław/Ślęża                   | 639,25 MHz          | 42    | dookólna (ND)                  | pozioma (H) | 800 kW   | 24 czerwca 1992             | 22 kwietnia 2013          |
| TSR         | Wojcieszów/Góra Miłek           | 623,25 MHz          | 40    | kierunkowa (D)                 | pozioma (H) | 0,1 kW   | 30 kwietnia 2008            | 23 lipca 2013             |
| TSR         | Bardo Śląskie/Wzgórze Różańcowe | 751,25 MHz          | 56    | kierunkowa (D)                 | pozioma (H) | 0,06 kW  | 30 kwietnia 2008            | 22 kwietnia 2013          |
| TSR         | Lubawka/Ulanowice               | 535,25 MHz          | 29    | kierunkowa (D)                 | pozioma (H) | 0,05 kW  | 30 kwietnia 2008            | 22 kwietnia 2013          |
| TSR         | Lubawka/Góra Święta             | 583,25 MHz          | 35    | kierunkowa (D)                 | pozioma (H) | 0,05 kW  | 30 kwietnia 2008            | 22 kwietnia 2013          |
| TSR         | Głuszyca/Kościół                | 671,25 MHz          | 46    | kierunkowa (D)                 | pozioma (H) | 0,04 kW  | 30 kwietnia 2008            | 22 kwietnia 2013          |
| TSR         | Jedlina-Zdrój/Góra Kawiniec     | 655,25 MHz          | 44    | dookólna (ND)                  | pozioma (H) | 0,025 kW | 30 kwietnia 2008            | 22 kwietnia 2013          |

Opracowano na podstawie materiału źródłowego

### Nadajniki cyfrowe DVB-T2MUX 3
Wszystkie nadajniki są położone w województwie dolnośląskim. 28 marca 2022 roku ze względu na zmianę standardu nadawania na DVB-T2/HEVC w województwach lubuskim i dolnośląskim (nie dotyczyło to MUX 3 i MUX 8) oraz tzw. refarming, czyli zwolnienie kanałów telewizyjnych na potrzeby telefonii komórkowej, niektóre emisje przeniesiono na nowe częstotliwości, uruchomiono nowe albo zwiększono moc emisji z dotychczasowych nadajników. 15 grudnia 2023 roku zmieniono standard nadawania nadajników MUX 3 na DVB-T2/HEVC.

#### Stacje główne
| Typ obiektu | Nazwa obiektu              | Częstotliwość (MHz) | Kanał | Charakterystyka promieniowania | Polaryzacja | Moc (kW) | Data uruchomienia nadajnika |
| ----------- | -------------------------- | ------------------- | ----- | ------------------------------ | ----------- | -------- | --------------------------- |
| RTCN        | Wrocław/Ślęża              | 506 MHz             | 25    | dookólna (ND)                  | pozioma (H) | 100 kW   | 22 kwietnia 2013            |
| RTON        | Jelenia Góra/Śnieżne Kotły | 498 MHz             | 24    | kierunkowa (D)                 | pozioma (H) | 100 kW   | 23 lipca 2013               |
| RTON        | Kłodzko/Czarna Góra        | 506 MHz             | 25    | kierunkowa (D)                 | pozioma (H) | 50 kW    | 23 kwietnia 2013            |
| RTON        | Wrocław/Żórawina           | 506 MHz             | 25    | kierunkowa (D)                 | pozioma (H) | 30 kW    | 24 października 2011        |
| RTON        | Lubań/Nowa Karczma         | 498 MHz             | 24    | dookólna (ND)                  | pozioma (H) | 20 kW    | 23 lipca 2013               |
| RTON        | Wałbrzych/Chełmiec         | 506 MHz             | 25    | kierunkowa (D)                 | pozioma (H) | 20 kW    | 22 kwietnia 2013            |
| TON         | Głogów/Jakubów             | 498 MHz             | 24    | kierunkowa (D)                 | pozioma (H) | 5 kW     | 23 lipca 2013               |
| SLR         | Legnica/ul. Piastowska     | 498 MHz             | 24    | dookólna (ND)                  | pozioma (H) | 2,8 kW   | 24 października 2011        |
| TON         | Drołtowice                 | 506 MHz             | 25    | kierunkowa (D)                 | pozioma (H) | 2,6 kW   | 28 marca 2022               |
| RTON        | Kudowa-Zdrój/Góra Parkowa  | 506 MHz             | 25    | kierunkowa (D)                 | pozioma (H) | 0,05 kW  | 22 kwietnia 2013            |

#### Stacje doświetlające (TSR)
| Nazwa obiektu                   | Częstotliwość (MHz) | Kanał | Charakterystyka promieniowania | Polaryzacja | Moc (kW) | Data uruchomienia nadajnika |
| ------------------------------- | ------------------- | ----- | ------------------------------ | ----------- | -------- | --------------------------- |
| Bogatynia/Góra Wysoka           | 498 MHz             | 24    | dookólna (ND)                  | pozioma (H) | 0,065 kW | 23 lipca 2013               |
| Kulin Kłodzki/Góra Grodziec     | 506 MHz             | 25    | dookólna (ND)                  | pozioma (H) | 0,051 kW | 23 kwietnia 2013            |
| Duszniki-Zdrój/Podgórze         | 506 MHz             | 25    | kierunkowa (D)                 | pozioma (H) | 0,026 kW | 23 kwietnia 2013            |
| Radków/Góra Guzowata            | 506 MHz             | 25    | dookólna (ND)                  | pozioma (H) | 0,026 kW | 22 kwietnia 2013            |
| Wojcieszów/Góra Miłek           | 498 MHz             | 24    | kierunkowa (D)                 | pozioma (H) | 0,023 kW | 23 lipca 2013               |
| Lubawka/Góra Święta             | 506 MHz             | 25    | dookólna (ND)                  | pozioma (H) | 0,021 kW | 22 kwietnia 2013            |
| Piechowice/Górzyniec            | 498 MHz             | 24    | kierunkowa (D)                 | pozioma (H) | 0,019 kW | 23 lipca 2013               |
| Wleń/Modrzewie                  | 498 MHz             | 24    | kierunkowa (D)                 | pozioma (H) | 0,018 kW | 23 lipca 2013               |
| Mieroszów/Wzgórze Cmentarne     | 506 MHz             | 25    | dookólna (ND)                  | pozioma (H) | 0,016 kW | 23 kwietnia 2013            |
| Leśna/Wzgórze Baworowo          | 498 MHz             | 24    | dookólna (ND)                  | pozioma (H) | 0,016 kW | 23 lipca 2013               |
| Świerzawa/ul. Mickiewicza       | 498 MHz             | 24    | dookólna (ND)                  | pozioma (H) | 0,014 kW | 23 lipca 2013               |
| Karpacz Górny/ul. Spokojna      | 498 MHz             | 24    | kierunkowa (D)                 | pozioma (H) | 0,014 kW | 22 kwietnia 2013            |
| Lubawka/Ulanowice               | 506 MHz             | 25    | kierunkowa (D)                 | pozioma (H) | 0,014 kW | 22 kwietnia 2013            |
| Lądek-Zdrój/Góra Dzielec        | 506 MHz             | 25    | kierunkowa (D)                 | pozioma (H) | 0,013 kW | 23 kwietnia 2013            |
| Kamienna Góra/Góra Kościelna    | 498 MHz             | 24    | kierunkowa (D)                 | pozioma (H) | 0,012 kW | 23 lipca 2013               |
| Nowa Ruda/Góra Krępiec          | 506 MHz             | 25    | dookólna (ND)                  | pozioma (H) | 0,012 kW | 23 kwietnia 2013            |
| Głuszyca/Kościół                | 506 MHz             | 25    | dookólna (ND)                  | pozioma (H) | 0,011 kW | 22 kwietnia 2013            |
| Działoszyn/Centrum METEO        | 498 MHz             | 24    | kierunkowa (D)                 | pozioma (H) | 0,011 kW | 23 lipca 2013               |
| Bardo Śląskie/Wzgórze Różańcowe | 506 MHz             | 25    | dookólna (ND)                  | pozioma (H) | 0,011 kW | 22 kwietnia 2013            |
| Stronie Śląskie/Osiedle Morawka | 506 MHz             | 25    | kierunkowa (D)                 | pozioma (H) | 0,011 kW | 23 kwietnia 2013            |
| Świeradów-Zdrój/Góra Zajęcznik  | 498 MHz             | 24    | dookólna (ND)                  | pozioma (H) | 0,01 kW  | 23 lipca 2013               |
| Szczytna/Góra Szczytnik         | 506 MHz             | 25    | kierunkowa (D)                 | pozioma (H) | 0,01 kW  | 23 kwietnia 2013            |
| Jedlina-Zdrój/Góra Kawiniec     | 506 MHz             | 25    | kierunkowa (D)                 | pozioma (H) | 0,01 kW  | 22 kwietnia 2013            |
| Walim/Góra Ostra                | 506 MHz             | 25    | kierunkowa (D)                 | pozioma (H) | 0,01 kW  | 22 kwietnia 2013            |
| Sokołowsko/Polana               | 506 MHz             | 25    | dookólna (ND)                  | pozioma (H) | 0,01 kW  | 22 kwietnia 2013            |
| Szczytna/Szklana Góra           | 506 MHz             | 25    | kierunkowa (D)                 | pozioma (H) | 0,01 kW  | 23 kwietnia 2013            |
| Słupiec/Góra Kościelec          | 506 MHz             | 25    | dookólna (ND)                  | pozioma (H) | 0,01 kW  | 23 kwietnia 2013            |
| Ścięgny/Góra Pohulanka          | 498 MHz             | 24    | dookólna (ND)                  | pozioma (H) | 0,01 kW  | 22 kwietnia 2013            |
| Zgorzelec/ul. Górna             | 498 MHz             | 24    | kierunkowa (D)                 | pozioma (H) | 0,01 kW  | 23 lipca 2013               |
| Kowary/Góra Rudnik              | 498 MHz             | 24    | kierunkowa (D)                 | pozioma (H) | 0,01 kW  | 23 lipca 2013               |

Opracowano na podstawie materiałów źródłowych

## Logo
| Okres obowiązywania                | Opis | Ilustracja |
| ---------------------------------- | --- | ---------- |
| 24 czerwca 1992 – 13 grudnia 1998  | Czarna cyfra 5, na niej zielony kwadrat i czerwone koło. Na ekranie było przezroczyste w białym kółku. |            |
| 14 grudnia 1998 – październik 2000 | Niebiesko-zielono-czerwona litera W, na niej kwiat – magnolia. Na ekranie było przezroczyste (tak samo jak poprzednio). |            |
| październik 2000 – 2001            | Przy logotypie z lat 1998–2000 pojawiły się napisy TVP3 i Wrocław. W prawym górnym rogu litery: zielone T, czerwone V, i niebieskie P. Po prawej stronie cyfra 3. Wcześniejsze logo ośrodka z cyfrą 3 są połączone „łyżwą” nad której dolną częścią znajduje się napis Wrocław. Przez pierwsze kilka tygodni tego logotypu na antenie nie było napisu Wrocław. |            |
| 2001 – 6 marca 2003                | Logo podobne do poprzedniego, z tym że usunięto z niego „łyżwę” i rozszerzono napis Wrocław. |            |
| 7 marca 2003 – 30 listopada 2007   | Nowe logo TVP, po prawej stronie cyfra 3, poniżej napis Wrocław, wszystko w kolorze zielonym. Na ekranie logo krystaliczne (od 6 października do 30 listopada 2007 bez cyfry 3). |            |
| 1 grudnia 2007 – 31 sierpnia 2013  | Logo podobne do TVP Info – zamiast napisu INFO jest napis Wrocław. |            |
| 1 września 2013 – 1 stycznia 2016  | Białe logo TVP, poniżej napis Wrocław; wszystko na zielonym tle. Logo występuje także w odwrotnej wersji kolorystycznej. |            |
| od 2 stycznia 2016 roku            | Na granatowym tle logo TVP3, pod spodem podpis Wrocław. Od 24 lutego 2022 roku logo na ekranie jest mniejsze. |            |